# Drangovo (distrikt i Plovdiv)
Drangovo (bulgariska: Дрангово) är ett distrikt i Bulgarien.   Det ligger i kommunen Obsjtina Brezovo och regionen Plovdiv, i den centrala delen av landet, 140 km öster om huvudstaden Sofia.
Trakten runt Drangovo består till största delen av jordbruksmark. Runt Drangovo är det glesbefolkat, med 17 invånare per kvadratkilometer.